# 서울시민대학
서울시민대학은 서울특별시가 지원하는 평생교육기관이다.
시민의식을 함양하고 지역사회를 발전시키고 삶의 질을 향상시키기 위해 1997년에 설립되었다. 서울특별시 평생학습포털과 연계되며, 시민청 시민대학, 은평학습장, 뚝섬학습장, 중랑학습장의 4개 학습장과 23개의 연계대학에서 운영되고 있다.

## 연계대학
각 대학이 담당하는 교육분야는 아래와 같다.
- 건국대 - 통일
- 경희대 - 인문학
- 고려대 - 한국문화
- 동국대 - 민주시민
- 서강대 - 종교
- 서울대 - 인문학
- 서울과기대 - 과학
- 서울시립대 - 도시
- 성공회대 - 인권
- 성균관대 - 동양사상
- 숙명여대 - 인문고전
- 연세대 - 한국사회
- 이화여대 - 여성
- 중앙대 - 유럽
- 한국외대 - 세계시민
- 한양대 - 건축
- 홍익대 - 예술